# Eloísa Mafalda
Eloísa Mafalda właśc. Mafalda Theotto (ur. 18 września 1924 w Jundiaí, zm. 16 maja 2018 w Petrópolis) – brazylijska aktorka telewizyjna, filmowa i teatralna.

## Filmografia (wybór)
- 1950: Jesteśmy dwie jako sekretarka
- 1968: Wielkie kłamstwo jako Elvira
- 1970: Pigmalion 70 jako Ester
- 1971: Cafona jako Margarida
- 1975: Gabriela jako Maria
- 1976: Saramandaia jako Maria Paradeira
- 1977: Astro jako Consolação "Çãozinha" Paranhos
- 1977: Lokomotywy jako Joana
- 1980: Żywa woda jako Irene
- 1983: Szampan jako Adélia
- 1984: Walka wręcz jako Guiomar da Silva Motta
- 1989: Seks aniołów jako Francisquinha
- 1990: Beijo 2348/72 jako właścicielka pensjonatu
- 1990: Araponga jako Zuleide
- 1992: Kamień na kamieniu jako Gioconda
- 1993: Tajemnice piasków jako Manuela
- 1996: Kim jesteś? jako Kitty
- 1997: Po prostu miłość jako Leonor Batalha
- 1998: Labirynt jako Sarita
- 2000: Akwarela z Brazylii jako Margarida
- 2002: Pocałunek wampira jako Carmen